# Raunchy
Raunchy est un groupe de heavy metal danois, originaire du Jutland.  Les membres évoluent dans un style musical à la croisée des genres initiés par des groupes aussi différents que Fear Factory, Killswitch Engage, Soilwork, Strapping Young Lad ou bien encore Paradise Lost. 
Le groupe joue un metal tantôt gras et pesant, tantôt rapide et « péchu », et ayant recours à de nombreux ajouts électroniques (la production est assurée par Jacob Hansen) et des envolées mélodiques rappelant les premières heures du metalcore. Raunchy décrit son style musical sous le terme de « metal hybride futuriste ».
Raunchy sort son premier album, intitulé Velvet Noise, en 2002, et devient le premier groupe danois signé par le label allemand Nuclear Blast. Raunchy compte, à son actif, de nombreuses démos et quatre albums, sortis respectivement en 2002, 2004, 2006 et 2008.

## Biographie

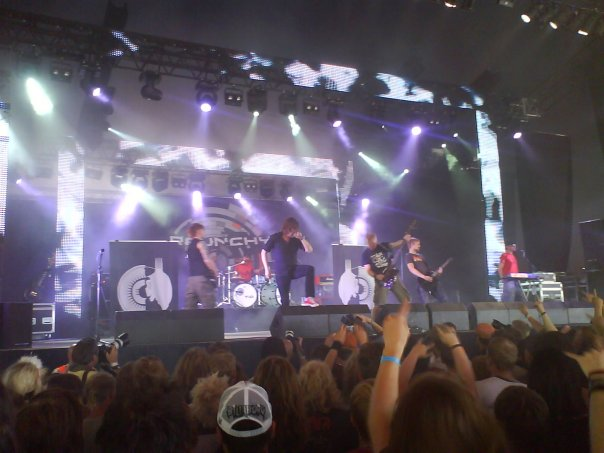
Raunchy live at 2008's Roskilde Festival.

Raunchy est formé en 1992 par Jesper Tilsted, Jesper Kvist, et Morten Toft Hansen, qui reprend des chansons de groupes comme Metallica et Slayer. Lars Vognstrup et Lars Christensen se joignent au groupe en 1994, et enregistrent leur première démo en 1995, aux Borsing Recordings d'Århus. La chanson Space Story, issue de la démo, est incluse dans la compilation Extremity Rising vol. 1, une compilation publiée au label Serious Entertainment. Le groupe obtient finalement un contrat avec le label Drug(s) de Mighty Music en 2000. Quelques mois plus tard, Raunchy entre au Aabenraa Studio avec le producteur Jacob Hansen pour enregistrer l'album Velvet Noise. En 2001, l'album est publié en Scandinavie. Puis le claviériste et chanteur Jeppe Christensen se joint au groupe.
En 2002, Raunchy signe un contrat avec le label Nuclear Blast, pour distribuer Velvet Noise en Europe. Raunchy joue au festival allemand Summer Breeze Open Air. Ils enregistrent une reprise de Last Christmas de Wham! et une nouvelle chanson intitulée Decemberklar produite par Tue Madsen auxs Antfarm Studios. En 2003, Velvet Noise est publié en Amérique du Nord, et leur deuxième album, Confusion Bay, est enregistré, toujours avec Jacob Hansen. Au début de 2004, Lars Vognstrup quitte le groupe. Kasper Thomsen (de The Arcane Order, puis Scavenger) est recruté au chant pour remplacer Lars. En février 2004, l'album Confusion Bay est publié. Un clip animé de la chanson Watch Out est réalisé par Anders Morgenthaler et est notamment diffusé sur VIVA+ et MTV2.
En 2005, Raunchy signe à un nouveau label, Lifeforce Records, et enregistre l'album Death Pop Romance en été 2005. En fin d'année, le groupe joue aux Danish Metal Awards. Le concert est retransmis à la radio. Death Pop Romance est publié au début de 2006. Raunchy joue en soutien à Soulfly pendant ses dates allemandes. Le groupe joue aussi au festival With Full Force à Leipzig. En 2006, le groupe continue sa tournée en soutien à Death Pop Romance avec notamment Ill Niño et Hatebreed. Ils embarquent ensuite dans une tournée européenne appelée Danish Dynamite Tour avec Hatesphere et Volbeat, et jouent au Roskilde Festival en 2008. En été 2008, Raunchy publie son quatrième album Wasteland Discotheque. En fin d'année, Raunchy effectue une mini-tournée avec Volbeat en Allemagne. En avril 2009, près d'un an après la sortie de Wasteland Discotheque, Raunchy publie un clip de la chanson Warriors réalisé par Andreas Krohn.
Leur cinquième album, A Discord Electric, est publié le 20 septembre 2010. Le 24 mars 2013, Kasper Thomsen quitte le groupe ; les deux parties expliquent s'être séparées en bons termes. Il est remplacé par Mike Semesky (ex-The HAARP Machine, Intervals).
En septembre 2014, Raunchy annonce son sixième album, Vices. Virtues. Visions. puis sa venue au Copenhell en 2015.

## Membres

### Membres actuels
- Mike Semesky - chant (depuis 2013)
- Lars Christensen - guitare (depuis 1994)
- Jesper Andreas Tilsted - guitare, claviers (depuis 1994)
- Jesper Kvist - basse (depuis 1994)
- Jeppe Christensen - claviers, chant (depuis 2001)
- Morten Toft Hansen - batterie (depuis 1994)

### Anciens membres
- Lars Vognstrup - chant (1994–2004)
- Kasper Thomsen - chant (2004-2013)

### Membres live
- Victor-Ray Salomonsen Ronander - guitare (2010)
- Niels Kofod - synthétiseur, chant (2010)
- Lasse Sivertsen - chant (été 2013)
- Flemming C. Lund - guitare (printemps 2013)

## Discographie
- 2002 : Velvet Noise (réédité en 2007 sous le titre Velvet Noise Extended)
- 2004 : Confusion Bay
- 2006 : Death Pop Romance
- 2008 : Wasteland Discotheque
- 2010 : In Discord Electric
- 2014 : Vices. Virtues. Visions.